# 陳桂清
陳桂清（1901年10月6日—1995年4月6日）。江蘇省江陰縣東鄉護漕港人。民國37年（1948年）在江蘇省第二選區遞補遞補當選第一屆立法委員。

## 生平[1][2][3][4][5][6][7]
- 江蘇省立第五中學卒業
- 國立東南大學商科修習會計兼攻法學
- 民國十三年加入中國國民黨
- 歷任江陰縣黨務指導委員、江蘇省黨部執行委員、監察委員等職
- 民國十九年，應江蘇省第二屆縣長考試，以高等錄取
- 民國21年3月22日，奉派為靖江縣縣長[8]
- 民國24年4月12日，調任海門縣縣長[9]
- 民國26年10月2日，調任高郵縣縣長[10]，兼任高郵縣保安旅旅長
- 民國28年8月15日，派江蘇省第五行政區行政督察專員江蘇省第五區保安司令[11]
- 民國33年3月13日，任江蘇省政府委員兼江蘇省政府民政廳廳長[12]，兼地方行政幹部訓練團教育長
- 中央訓練團黨政高級訓練班秘書
- 江蘇省銀行監察人
- 江蘇省臨時參議員
- 競選立法委員，為候補第－名，去臺未久遞補立法委員